# Coubon
Coubon ist eine französische Gemeinde mit 3.137 Einwohnern (Stand 1. Januar 2022) im Département Haute-Loire in der Region Auvergne-Rhône-Alpes; sie gehört zum Arrondissement Le Puy-en-Velay und zum Kanton Le Puy-en-Velay-4.

## Geographie
Coubon liegt südlich von Le Puy-en-Velay an einer Brücke über den Oberlauf der Loire. Hier mündet das Flüsschen Laussonne in die Loire, an der nördlichen Gemeindegrenze die Gagne.

## Geschichte
Bereits zu frühgeschichtlichen Zeiten war die Region von Menschen besiedelt. Durch die geografischen und klimatischen Bedingungen eignete sich das Gebiet besonders gut zur menschlichen Besiedlung. Die ältesten gefundenen menschlichen Spuren sind rund 8000 Jahre alte Werkzeuge. Daneben wurde eine 3000 bis 4000 Jahre alte Grabstätte entdeckt. Aus der Römerzeit sind zahlreiche Funde erhalten geblieben. Die Namensherkunft von Coubon ist nicht geklärt. 
Im Jahr 1090 wurde der Ort als Cobone erstmals erwähnt. Zu dieser Zeit war Coubon ein strategisch wichtiger Ort, da hier die wichtige Straße von Le Puy nach Avignon die Loire überquerte. Zahlreiche weitere Straßen verliefen durch Coubon. Die erste Erwähnung einer Brücke  stammt aus dem Jahr 1290. Danach diente lange Zeit eine Fähre zum Überqueren des Flusses. 1845 wurde eine Hängebrücke eingeweiht, die allerdings 1866 von einem Hochwasser zerstört wurde. Die neue Brücke aus dem Jahr 1875 wurde 1928 von einer für Automobile geeigneten Brücke ersetzt. Diese wurde 1980 von einem Hochwasser zerstört. Die aktuelle Brücke wurde 1984 eingeweiht. 1912 wurde Coubon ans Eisenbahnnetz angeschlossen.

## Sehenswürdigkeiten
- Kirche Saint-Georges
- Château de Poinsac, Burg aus dem 12. Jahrhundert
- Château de Latour-Daniel, Burg aus dem 14. Jahrhundert
- Maison Forte de Volhac aus dem 14. Jahrhundert
- Château de Gendriac, Burg drei Kilometer nördlich des Ortes
- Maison de Charentus, Haus aus dem 16. Jahrhundert im Weiler Charentus[2]

## Bevölkerungsentwicklung
| Jahr                       | 1962 | 1968 | 1975 | 1982 | 1990 | 1999 | 2007 | 2017 |
| Einwohner                  | 1076 | 1115 | 1486 | 2047 | 2562 | 2708 | 3048 | 3243 |
| Quellen: Cassini und INSEE |      |      |      |      |      |      |      |      |

## Partnergemeinde
- Quargnento in der Region Piemont, Italien